# Stammliste des elsässischen Adelsgeschlechts Lichtenberg
Die Stammliste der Herren von Lichtenberg gibt eine Übersicht über eine Familie, die im Laufe des 13. und 14. Jahrhunderts einen umfangreichen Besitz im unteren Elsass und später auch rechts des Rheins im Raum Straßburg erwarb. Als 1480 mit Jakob von Lichtenberg das letzte männliche Mitglied ohne erbberechtigte Nachkommen verstarb, erbten seine beiden Nichten und deren Nachkommen den Besitz je zur Hälfte: Das waren die Erbtöchter Anna und Elisabeth von Lichtenberg. Anna heiratete Graf Philipp I., den Älteren, von Hanau-Babenhausen. Sie begründete damit die Grafschaft Hanau-Lichtenberg. Die zweite Nichte, Elisabeth, heiratete Graf Simon Wecker von Zweibrücken-Bitsch. Als auch diese Familie 1570 ausstarb, ging deren Erbe – und damit auch die zweite Hälfte des angestammten Lichtenberger Besitzes – ebenfalls auf die Grafschaft Hanau-Lichtenberg über.

## Herkunft
Ein Albert von Lichtenberg wird 1197 bezeugt und in der älteren Literatur wurde er als Stammvater des Geschlechts angesehen. Allerdings wird mit guten Argumenten angenommen, dass er nicht zu der Familie der Elsässer, sondern der Pfälzer Lichtenberger gehörte und mit der hier beschriebenen Familie nicht verwandt war. Ein erstes gesichertes Familienmitglied liegt mit Rudolf von Lichtenberg vor, der 1203 als Domherr des Bistums Straßburg genannt wird.

## Stammtafel
1. Ludwig I. (1206; † 1252), Vogt in Straßburg ⚭ NN († 1271)
  1. Heinrich II. (1249–1262; † 1269), Vogt in Straßburg ⚭ 1. Elisabeth, ⚭ 2. Gräfin Adelheid von Eberstein (1278)
    1. Elisabeth (aus 1. Ehe) ⚭ 1. 1254: Rudolf II. von Üsenberg, ⚭ 2. Heinrich I.von Geroldseck–Baden
    2. Simund (aus 1. Ehe) (1261)
    3. Ludwig d. J. (aus 1. Ehe) (1203–1274), Vogt in Straßburg ⚭ Herzelanda von Klingen (1256–1285)
    4. Konrad I. (aus 2. Ehe) (1269; † 26. Februar 1294) ⚭ 1294 Gräfin Agnes von Teck († 7. März 1296), Tochter des Ludwig von Teck
      1. Agnes (1310–1341) ⚭ Joffried von Forbach († 1341)
      2. Johann II. (Hannemann) (* vor 1295 – † 13. Februar 1366), Vogt in Straßburg ⚭ Gräfin Johanna von Leiningen, 1318, Tochter von Graf Joffried; außerehelich liiert mit Lise von Steinbach[3]
        1. Agnes (1329–1368) ⚭ Graf Simon I. von Zweibrücken-Bitsch (1329–1352)
        2. Heinrich III. (1341; † 1379) ⚭ Else von Geroldseck–Wasigen 1337
          1. Adelheid (1357–1397) ⚭ 1357: Heinrich von Geroldseck–Lahr (1342–1394)
          2. Konrad II. (1354; † 30. August 1390) ⚭ Johanna von Blâmont (1365–1422)
            1. Theobald, jung gestorben
            2. Hannemann, jung gestorben
            3. Elisabeth (1394) ⚭ Walter von Hohengeroldseck († 1432)

        3. Agnes[3] (außerehelich) ⚭ Götz von Grostein
        4. Kunigunde[3] (außerehelich)
        5. Adelheid[4] (außerehelich)

      3. Heinrich (Heikelmann) (1310; † 23. Oktober 1316)

    5. Otto (aus 2. Ehe) (1272; † 13. April 1283), geistlich
    6. Albert (aus 2. Ehe) (1279)
    7. Kunigund (aus 2. Ehe) (1280–1303) ⚭ Otto IV. von Ochsenstein
    8. Agnes (aus 2. Ehe) (1278) ⚭ Landgraf Johann im Elsass (1278–1306)

  2. Simon (1248; † 1253), geistlich
  3. Konrad III. von Lichtenberg (1253; † August 1299), Bischof von Straßburg (1273–1299)
  4. Adelheid ⚭ Dietrich von Rotenburg
  5. Friedrich I. von Lichtenberg (1255; † 1306), 1285: Dompropst, 1299–1306: Bischof von Straßburg
  6. Johannes, 1278: Stiftsherr im Kloster Neuweiler
  7. Ludwig II. (1249–1262; † 1271), Vogt in Straßburg ⚭ Markgräfin Elisabeth von Baden, Tochter von Markgraf Hermann V., Witwe von Graf Eberhard von Eberstein
    1. Rudolf (1270–1273) ⚭ Katarina von Klingen (1256–1285; † 1291)
    2. Johann I. (d. Ä.) (1281; † 22. August 1315), Landvogt im Elsass ⚭ Gräfin Adelheid von Werdenberg (1315–1343)
      1. Elisabeth (1311–1314) ⚭ Walther von Geroldseck–Lahr (1312–1340)
      2. Johann III. d. J. (1314f) ⚭ Gräfin Mathilde von Saarbrücken-Commercy, Tochter von Johann I. von Saarbrücken-Commercy
        1. Johann von Lichtenberg (1335; † 13. September 1365), 1353–1365: Bischof von Straßburg
        2. Metza (1345), Nonne
        3. Simund (1335; † 23. Juni 1380) ⚭ Gräfin Adelheid von Helfenstein (1342–1383)
          1. Adelheid (* 1353, 1373) ⚭ Markgraf Rudolf III. von Hachberg-Sausenberg (1359–1373)
          2. Ludwig (* 9. November – 6. Dezember 1356)
          3. Johann IV., d. Ä. (20. Dezember 1349; † 23. August 1405) ⚭ Gräfin Loretta von Zweibrücken-Bitsch (erwähnt bis 1405)
            1. Simund († 18. August 1388)
            2. Adelheid (1402–1414) ⚭ Johann von Vinstingen
            3. Elsa (1384; † 3. September 1440), Nonne im Klarissenkloster in Straßburg
            4. Agnes (1387; † 15. November 1405), Nonne im Klarissenkloster in Straßburg
            5. Lorette (1399; † 10. September 1405), Nonne im Klarissenkloster in Straßburg
            6. Katharina (1399; † 14. April 1401 oder 1404), Nonne im Klarissenkloster in Straßburg

          4. Simund (* 8. Februar 1361), 1387–1406: Domherr und Scholastiker in Straßburg
          5. Agnes (1377–1390), Nonne im Kloster Lichtental
          6. Metza (1382–1390), Nonne im Kloster Lichtental
          7. Lorette (1382; † 10. September 1405)

        4. Adelheid (1332; † 11. Juni 1353) ⚭ Graf Niclas von Salm (1325–1343)
        5. Ludwig (1318–1375), Domherr in Strassburg und Köln

      3. Ludwig III. (Ludemann), 1318 Domherr, 1330–1353 Vogt in Straßburg; † 1369 ⚭ Hildegard von Vinstingen 1349; † 14. Februar 1382
        1. Heinrich IV., d. J., zu Lichtenau (1360; † 18. November 1393) ⚭ Adelheid von Veldenz
          1. Ludwig IV., d. J. (1396; † 28. August 1434) ⚭ 1409 Markgräfin Anna von Baden, Tochter von Bernhard I.
            1. Jakob (* 25. Mai 1416; † 5. Januar 1480) ⚭ Gräfin Walpurga von Moers-Saarwerden, liiert mit Bärbel von Ottenheim
            2. Ludwig V. (12. Mai 1417; † 25. Februar 1471) ⚭ Gräfin Elisabeth von Hohenlohe 2. ⚭ Graf Hugo von Montfort
              1. Anna (* 25. Oktober 1442; † 24. Januar 1474) ⚭ Graf Philipp I., d. Ä., von Hanau-Babenhausen
              2. Elisabeth (* 9. August 1444; † 21. Januar 1495) ⚭ Graf Simon IV. Wecker von Zweibrücken-Bitsch.

          2. Johann, 1381–1422 Domherr in Köln, Straßburg und Trier
          3. Hildegard (1397–1436) ⚭ Graf Simon III. von Zweibrücken-Bitsch (1397–1407)[5]

        2. Adelheid (1345; † 15. April 1415), Äbtissin im Kloster Lichtenthal
        3. Elisabeth (1345–1376), Nonne im Kloster Lichtenthal
        4. Walpurga (1376), Nonne im Kloster Lichtenthal
        5. Johann (1393)
        6. Metza; † jung

      4. Adelheid (1345; † 25. Oktober 1383)
      5. Susanne (1308–1317) ⚭ Landgraf Ulrich im Elsass (1308–1332)
      6. Hermann (1314; † 1335), Propst in Speyer, Kanzler von Kaiser Ludwig dem Bayern und Bischof von Würzburg 1333–1335[Anm. 2]

    3. Heinrich (1287), Domsänger in Straßburg
    4. Sigibodo, 1291: Propst zu St. Viktor, 1302: Bischof von Speyer; † 12. Januar 1314

  8. Heilika (1262–1279; † 1305) ⚭ Heinrich von Thiersberg († 1262)
  9. Elisabeth (1264–1271) ⚭ Johann I. von Kirkel (1242–1271)
  10. Katharina ⚭ 1271 oder später Graf Egon von Freiburg († 1317)
2. Rudolf (1203; † 1221), Domherr in Straßburg, Archidiakon und Propst an St. Thomas in Straßburg
3. Heinrich I. (1208?[6], 1219–1226; † 1232)